# Бърлад (плато)
Бърлад (на румънски: Podișul Bârladului) е плато в Източна Румъния, заемащо средната част на Молдовските възвишения. Простира се между долините на реките Сирет на запад и Прут на изток, леви притоци на Дунав. На север и на юг постепенно се понижава съответно към долината на река Бахлуй (десен приток на Жижия, от басейна на Прут) и Долнодунавската низина. Дължина от север на юг около 130 km, ширина от запад на изток около 100 km. Максимална височина 564 m, разположена в западната му част. Изградено е предимно от неогенски варовици, пясъчници и глини. Цялото плато е силно разчленено от гъста мрежа от дълбоко врязани речни долини, отнясящи се към басейните на реките Сирет (Бърлад, Соковец, Васлуй, Ракова, Красна, Симила, Тутова, Берхеч, Зелетин, Джеру, Сухурлуй) и Прут (Прутец, Елан, Кинежа), като междуречията се предимно плоски. Голямо разпространение имат суходолията и овразите. Отделни райони от платото са обрасли с редки букови и дъбови гори, а по-голяма му част е заета от земеделски земи с развито градинарство, лозарство и животновъдство. Главните градове са Бърлад, Васлуй, Хуш.